# Панпепато
Панпепато або пампепато (італ. Panpepato — «хліб з перцем») — круглий солодкий пиріг, типовий для провінцій Феррара, Сієна, Терні, Сабіна та Валле-Латина. Панпепато — різновид панфорте. Його виготовляють традиційними методами з різних інгредієнтів, включаючи фрукти та горіхи, такі як мигдаль, фундук, кедрові горіхи, волоські горіхи, перець, кориця, мускатний горіх, а також цедру апельсина та лайма, змішаних відповідно до варіантів з або без какао, меду, борошна або вареного виноградного сусла. Потім пиріг випікається в духовці (бажано дров'яній). Після запікання його покривають шаром шоколаду. Зазвичай його їдять під час різдвяних свят. Колись його готували в кожній родині за рецептами, які трохи відрізнялися один від одного, а сьогодні це, по суті, продукт ручної роботи.

## Історія
Panpepato є «прямим нащадком середньовічного солодкого хліба».